# Scott McDaniel
Scott McDaniel (Pittsburgh, 1965) è un fumettista statunitense, noto per aver disegnato e inchiostrato fumetti per le case editrici DC Comics e Marvel Comics.

## Biografia
Scott McDaniel nasce a Pittsburgh in Pennsylvania nel 1965.
Dopo il diploma presso la Penn Hills Senior High School studia chirurgia alla Bucknell University di Lewisburg, spostandosi poi verso la chimica, e arrivando infine a lavorare come ingegnere nella divisione Loftus della Eichleay Corporation, coltivando però interessi artistici nel resto del tempo, che lo portano a lavorare per Marvel Comics sulla serie Daredevil.
Come disegnatore, inchiostratore o copertinista, in seguito lavora anche per DC Comics.

## Opere (parziale)

### Disegnatore
- Batman (2000-2002) - nn. 575-586, 588-607
- Batman and Robin (2009) - nn. 17-18
- Nightwing (1996–2005)
- Detective Comics (2002) - n. 766
- Robin (2005–2006) - nn. 139-147
- Green Arrow (2006-2007) - nn. 60-75
- Outsiders Annual n. 1
- Batman Confidential (2007) - nn. 22-25, 29-30

### Sceneggiatore
- Batman (2000) - nn. 580-581
- Daredevil - Fall from Grace